# Georg Liljeberg
Georg Liljeberg (* 15. Januar 1905 in Berlin; † 25. November 1993 ebenda) war ein deutscher Politiker (SPD).
Liljeberg machte eine Lehre als Zuschneider, die er anschließend auch ausübte. Ab 1919 war er Mitglied der Sozialistischen Arbeiter-Jugend (SAJ), danach auch bei der SPD und beim Reichsbanner Schwarz-Rot-Gold. 1929 wurde er Angestellter im kommunalen Dienst der Stadt Berlin. Bei der GASAG arbeitete er ab 1933.
Nach dem Zweiten Weltkrieg 1945 war Liljeberg einer der Mitbegründer der SPD Berlin-Tempelhof. Schon im folgenden Jahr wurde er Mitglied der Bezirksverordnetenversammlung Tempelhof. 1947 wurde er auch Mitbegründer der Unabhängigen Gewerkschaftsopposition (UGO). Er arbeitete seit dieser Zeit im Bezirksamt Tempelhof. Bei der Wahl zum Abgeordnetenhaus 1954 erhielt er ein Mandat, das er bis 1971 behielt.
Für seine Verdienste erhielt Liljeberg 1975 die Würde des „Stadtältesten von Berlin“.